# Eurya steenisii
Eurya steenisii är en tvåhjärtbladig växtart som beskrevs av De Wit. Eurya steenisii ingår i släktet Eurya och familjen Pentaphylacaceae. Inga underarter finns listade i Catalogue of Life.